# Elatostema angustifolium
Elatostema angustifolium är en nässelväxtart som beskrevs av Franz Reinecke. Elatostema angustifolium ingår i släktet Elatostema och familjen nässelväxter. Inga underarter finns listade i Catalogue of Life.